# Македонско благотворително братство „Св. св. Кирил и Методий“
Македонско благотворително братство „Св. св. Кирил и Методий“ е патриотична и просветна обществена организация на македонски българи в град Кюстендил, България.

## История

### 1894 - 1912 г.
Дружеството е създадено като Благотворително дружество „Македония“ в края на 1894 година, когато в страната се организират протестни митинги по повод на арменските кланета. До Първия македонски конгрес (19 - 31 март 1895) Кюстендилското дружество, начело с председателя си Ефрем Каранов, подкрепя революционната политика на Братския съюз и Георги Георгов пише две писма до Каранов, в които му изтъква, че не е време за прибързани акции.
След конгреса дружеството става клон на новосъздадената Македонската организация и активно участва в подготовката и провеждането на Четническата акция - информира централата в София, посреща хора, формира, въоръжава и снабдява чети от пристигащите в града доброволци. В Кюстендил по време на акцията се установява и председателят на Комитета Трайко Китанчев. Кюстендилското дружество въоръжава 17 чети със състав 779 души и похарчва при акцията 21 338,95 лева.
Кюстендилското дружество, заедно със Софийското и Пловдивското се превръща е едно от най-големите и важни за организацията, тъй като в Кюстендилско опират границите на три революционни окръга - Скопският, Струмишкият и Серският, оттук минават основни канали за Османската империя, по които минават хора, оръжие и кореспоненция.
След Втория македонски конгрес (3 - 16 декември) и настъпилия разкол в Македонската организация, Кюстендилското дружество зедно със Софийското подкрепя разколническия Македонски комитет на Наум Тюфекчиев. Председателят Ефрем Каранов се обявява за неутрален, но не отговаря на окръжното на Върховния комитет, с което той кани дружествата да вземат страна и дружеството през втората половина на 1895 и началото на 1896 година развива активна революционна подготовка в Щипско, Кратовско и Велешко. Дружеството поддържа активна преписка с комитети във Виница, Кочани, Щип и Крива паланка. Каранов пише, че „делото не търпи чекание“, и че „врението“ във вътрешността се усилва и трябват по-активни действия от страна на организацията.
| “ | Г-нъ Зографовъ, Щомъ Пиянечкия клонъ е писалъ на въпросния г-нъ, то цѣльта, която се е гонила, е постигната. Да му се пише за сѫщото отъ К. М. О. дружество значило би да си създаваме излишна работа, която ще ни отклонява отъ прямата цѣль. 30 I 1901 г. г. К-лъ А. Ковачевъ | ” |
|   | |   |

Свиканото на 24 януари 1896 година събрание не успява да вземе решение за самоопределението на дружеството, което брои 155 души. В града пристига пълномощникът на Върховния комитет Андрей Ляпчев, който на 19 февруари свиква общо събрание, което с тайно гласуване избира 8 души от новото настоятелство: Димитър Попгеоргиев, Димитър Кушев, Петър Пулков, Лазар Джибаров, Бочо Богоев, Диме Попхристов, Васил Ризов и Иван Судията. Другите четирима члена на настоятелството са избрани тайно сред учителите в града и сред тях влиза часовникарят Никола Зографов.
Следващите две години в дейността на дружеството има застой, като изолираният Ефрем Каранов обмисля създаването на ново дружество. На 8 март 1898 година ново общо събрание избира ново настоятелство, начело с Димитър Попгеоргиев. На следващото събрание е приет нов устав и дружеството се прекръщава на Кюстендилско македонско дружество.
Активизация на дейността на дружеството, което в началото на 1899 година брои едва 50 членове, настъпва след Шестия македонски конгрес през май. Дружеството по-активно започва да набира членове, като издава специално възвание и кани поименно гражданите. Засилва се и пропагандната дейност като се изнасят сказки в града и околията. В края на октомври пристигналият в града секретар на Върховния комитет Владислав Ковачев успява да постигне присъединяване към дружеството на Дюлгерското дружество и на Македонското благотворително дружество „Св. св. Кирил и Методий“. Така членовете му нарастват на 230 в началото на 1900 и на 396 в началото на 1901 година – 204 родом от Княжеството, 190 от Македония и 2 от други места. С прекръщаването на Организацията на Македоно-одринска организация и дружеството приема името Кюстендилско македоно-одринско дружество.
Дружеството подобрява и финансовото си състояние чрез увеличаване на събирането на дарения и членски внос и образува осем клона, които обхващат всички населени места в околията.
- 1. Пиянечки клон с център в Тишаново. Основан е на 6 януари 1900 година от поручик Иван Петров и учителите и кметовете от общините Раковска, Тишановска, Ваксевска и Еремийска, като към тях се присъединява малко по-късно и Рашкогращичката община. Настоятелството на клона е: Иван Петров, председател, Ганчо Папазов, подпредседател, К. Самарджиев, касиер, Григор Стоянов, секретар и четирима членове. Клонът обхваща 24 села: Раково, Цървена ябълка, Ат кория, Сажденик, Чеканец, Ветрен, Страдалово, Пелатиково, Смоличано, Ваксево, Койно, Еремия, Тишаново, Църварица, Илия, Друмохар, Четирци, Рашка Гращица, Згурово, Неделкова Гращица, Длъхчево-Сабляр, Невестино, Берсин и Нови чифлик. На 27 декември 1900 година клонът става самостоятелно дружество.[8]
- 2. Слокощицки клон, основан в началото на 1900 година.
- 3. Соволянски клон, основан през април 1900 година от Никола Зографов, Атанас Раздолов и делегата на ВМОК Иван Димитров.
- 4. Жиленски клон, основан през април 1900 година от Никола Зографов, Атанас Раздолов и делегата на ВМОК Иван Димитров.
- 5. Лозенски клон, основан през април 1900 година от Никола Зографов, Атанас Раздолов и делегата на ВМОК Иван Димитров.
- 6. Каменички клон със седалище в Преколница, основан на 4 март 1901 година по инициатива на Григор Бояджиев, Иван Кепов и Марко Секулички. Настоятелството се състои от Велин Ангин, председател, Елисей Митов, подпредседател, Мите Тасков, деловодител, Дамян Стоев, касиер и Смилен Христов, Стоян Гочев, Алексо Милков, Боце Яначков, Ицко Митрев, Гоге Младенов, Спасе Алексов и Илия Гогов. Клонът, който в същата година има 160 членове, родом от България, също става самостоятелно дружество. В клона влизат селата от Преколничката, Бобешинската и Долноселската община.
- 7. Полски участък със седалище в Коняво, основан на 18 март 1901 година по инициатива на Григор Бояджиев, Иван Кепов и Атанас Ковачев. Настоятелството се състои от поп Христо Попстефанов, председател, Д. Стоянов, подпредседател, Димитър Бонев, касиер, В. Янакиев, секретар, В. Панайотов, Д. Иванов, Г. Йоцов, Хр. Панов, П. Вангелов, поп Д. Павлов, В. Велинов, Д. Сечков, Д. Велинов. В клона влизат 11 села – Коняво, Горна и Долна Гращица, Цървеняно, Дворище, Таваличево, Лиляч, Катрище, Копиловци, Шишковци, Николичевци. Клонът също по-късно става самостоятелно дружество.
- 8. Гранички клон, основан на 18 март 1901 година по инициатива на Гаврил Златевски и Иван Васков. Настоятелството се състои от: Давидко Каканаков, председател, Атанас Славев, касиер, Гр. Т. Кадинмостки, секретар и Гоче Прапорски, А. Фичев, Ат. Георгиев и Андон Митов.[9]

Към 15 март 1901 година дружеството има 2300 членове. При разкола в МОО дружеството е на страната на крилото на генерал Иван Цончев. В 1901 година оръжейните складове на Върховния комитет минават под контрола на Антон Бузуков и Софроний Стоянов. През първата половина на 1902 година в града се установява подпоручик Георги Сугарев, който ръководи подготовката на въстание. Сугарев настоява офицерското братство в Кюстендил да финансира издавания от Антон Делев вестник „Струма“, който воюва с вестник „Изгрев“ на Кепов, поддържащ позициите на комитета Станишев – Карайовов. Постепенно цялата дейност на дружеството се ориентира към подготовката на въстание. Дружеството изплаща разходите по настаняване, прехрана, облекло и въоръжаване на четите на Серафим Парталев, Васе Пехливана, Стефан Попгеоргиев, Иван Богданцалията, Дончо Златков. С окръжно № 58 дружеството моли комитета на Станишев да не пречи на делото и вътрешните дейци да признаят правото на емиграцията да решава наравно с тях освободителните въпроси и да подадат ръка на комитета Михайловски - Цончев. На 30 януари 1903 година МОО е разтурена заедно с всички дружества в страната, включително Кюстендилското, но още същата година е възродено като Кюстендилско македоно-одринско благотворително братство, част от новооснования Съюз на македоно-одринските благотворителни братства.

### 1919 - 1934 г.
Дружеството е възстановено след войните за национално освобождение, на 1 юни 1919 година като Македонско културно-просветно братство „Св. св. Кирил и Методий“. Обединява емигранти от Солунско, Ресенско, Щипско, Скопско и други околии. Има за цел да облекчи съдбата на бежанците, които след краха на България в Първата световна война стават изключително много. Провежда акции за събиране на помощи, отправя призиви за ревизиране на Ньойския договор.
Делегати от братството на обединителния конгрес на СМЕО и МФРО от януари 1923 година са Арсо Симеонов, Георги А. Чакъров, Исая Марков, Моне Иванови Петър Мърмев.
Дружеството поддържа десницата в революционното движение - ВМРО на Тодор Александров. След убийството на Александров в 1924 година, дружеството инициира построяването на Паметника на Тодор Александров в центъра на града.
На 26 март 1925 година младежкото дружество си избира настоятелство в състав Димитър Василев (председател), Добри Бързачки (секретар), Методи Георгичев (касиер), Борис Велев (дом. библиотекар), а в контролната комисия са Георги Дюлгеров и Манол Атанасов.
На 14 февруари 1926 година в новото братствено ръководство влизат Ангел Узунов (председател), Атанс Ив. Велинов (подпредседател), Христо Алексиев (секретар), Владимир Казанджиев (касиер), а Иван Стоянов, Мишо Абаджиев и Йордан Арсов са съветници.
Разпуснато е от режима на деветнадесетомайците в 1935 година.
Възстановено е през 1938 година с председател на настоятелството Панчо Антонов Тошев, подпредседател Гьошо Димитров Чолаков, Павел Александров Гюргинчев (секретар), Владимир Георг. Казанджиев (касиер), съветници Павел Ефтимов Кюркчиев, Трайчо Томов Иванов и Димитър Георгиев Кисьов. В контролната комисия са Димитър Лазаров Янев (председател), Борис Христов Кузманов (член) и Георги Михайлов Антонов (член).

### След 1990 г.
Дружеството е възстановено в 1990 година. Дружеството се определя като „просветно“ и „патриотично“ и се обявява за продължител на учреденото през 1919 година Македонско благотворително братство. То издирва и финансира възстановяването на български войнишки паметници в Македония – с неговото активно участие е възстановен Паметникът на Тодор Александров в Кюстендил. Дружеството подпомага издаването на българския бюлетин в Босилеград.

## Настоятелства
| Настоятелство от 08. 03. 1898 г.        | Настоятелство от 08. 03. 1898 г. |
| Име                                     | Пост                             |
| --------------------------------------- | -------------------------------- |
| 1. Димитър Попгеоргиев                  | председател                      |
| 2. Никола Зографов                      | подпредседател                   |
| 3. Хараламби Драганов                   | касиер                           |
| 4. Яким Якимов                          | секретар                         |
| 5. Иван Каранов                         | член                             |
| 6. Иван Кепов, заменен от Ефрем Каранов | член                             |
| 7. Сава Хаджиколев                      | член                             |
| 8. Иван Судията                         | член                             |

| Настоятелство от 19. 02. 1899 г. | Настоятелство от 19. 02. 1899 г. |
| Име                              | Пост                             |
| -------------------------------- | -------------------------------- |
| 1. Григор Бояджиев               | председател                      |
| 2. Никола Зографов               | подпредседател                   |
| 3. Хараламби Драганов            | касиер                           |
| 4. Григор Попиванов              | секретар                         |
| 5. Яким Якимов                   | секретар                         |
| 6. Иван Каранов                  | член                             |
| 7. Иван Судията                  | член                             |
| 8. Гаврил Златевски              | член                             |
| 9. Добри Данев                   | член                             |

| Настоятелство от 19. 02. 1900 г. | Настоятелство от 19. 02. 1900 г. |
| Име                              | Пост                             |
| -------------------------------- | -------------------------------- |
| 1. Гаврил Златевски              | председател                      |
| 2. Лазар Миленков                | подпредседател                   |
| 3. Атанас Ковачев                | секретар                         |
| 4. Добри Данев                   | секретар                         |
| 5. Никола Костов                 | касиер                           |
| 6. Григор Бояджиев               | член                             |
| 7. Т. Сърчаджиев                 | член                             |
| 8. К. Георгиев                   | член                             |
| 9. Иван Судията                  | член                             |

| Настоятелство от 19. 02. 1901 г. | Настоятелство от 19. 02. 1901 г. |
| Име                              | Пост                             |
| -------------------------------- | -------------------------------- |
| 1. Григор Бояджиев               | председател                      |
| 2. Никола Зографов               | подпредседател                   |
| 3. Гаврил Златевски              | касиер                           |
| 4. Лазар Миленков                | секретар                         |
| 5. К. Богданов                   | член                             |
| 6. Иван Васков                   | член                             |
| 7. Атанас Ковачев                | член                             |
| 8. Иван Кепов                    | член                             |
| 9. Марко Секулички               | член                             |

| Настоятелство от 10. 01. 1903 г. | Настоятелство от 10. 01. 1903 г. |
| Име                              | Пост                             |
| -------------------------------- | -------------------------------- |
| 1. Величко Кознички              | председател                      |
| 2. Ефрем Каранов                 | подпредседател                   |
| 3. Димитър Ив. Ковачев           | касиер                           |
| 4. Лазар Миленков                | секретар                         |
| 5. Стефан Касабов                | член                             |
| 6. Георги Данаилов               | член                             |
| 7. Никола Коцев                  | член                             |
| 8. Иван Н. Умленски              | член                             |
| 9. Григор Д. Парталов            | член                             |